# ترایدنت (موشک)
ترایدِنت (به انگلیسی: Trident) یک موشک بالستیک قاره‌پیمای مبتنی بر زیردریایی دریاپایه با قابلیت حمل کلاهک هسته‌ای است که توسط آمریکا ساخته شده و از طریق زیردریایی موشک بالستیک هسته ای پرتاب می‌شود.
تعداد 4.500 موشک تقریبا از این مدل ساخته شده است که حدود 1.500 تا از رده خارج شده اند.
موشک ترایدنت یک موشک بالستیک قاره پیمای مبتنی بر زیردریایی دریاپایه (SLBM) است که مجهز به چندین وسیله نقلیه ورود مجدد با قابلیت هدف‌گیری مستقل چندگانه (MIRV) است.  این موشک که در اصل توسط شرکت لاکهید مارتین اسپیس سیستمز توسعه داده شد، مجهز به کلاهک‌های هسته‌ای است و از زیردریایی موشک بالستیک هسته‌ای (SSBN) پرتاب می‌شود.  موشک‌های ترایدنت توسط ۱۴ زیردریایی کلاس اوهایو نیروی دریایی ایالات متحده، با کلاهک‌های آمریکایی، و همچنین چهار زیردریایی کلاس ونگارد نیروی دریایی سلطنتی، با کلاهک‌های بریتانیایی حمل می‌شوند.